# 서주연
서주연(徐柱演, 1920년 ~ 1979년 2월 22일)은 서울지방검찰청 등에서 검사장을 역임한 법조인이다. 사위가 한대현 변호사다. 숙부가 제헌의원과 반민특위 재판장을 지낸 서순영 전 판사다.

## 생애
1920년 태어나 1942년 일본 대학 전문부 법과를 졸업하고 1946년 사법요원 양성소 입소시험에 합격하여 1948년 부산지방법원 판사에 임용되었다가1950년 부산지방검찰청 검사에 임용됐다.  전주, 서울, 부산에서 지방검찰청 검사장을 역임하고 1969년에 변호사 개업했다. 1979년 2월 22일 서울시 서대문구 창천동 자택에서 숙환으로 사망했다.
밀수합동수사본부 본부장으로 있을 때 "한국비료의 사카린 밀수 사건 수사 경위 보고를 받고도 통고처분에 그치도록 방임해두었다"는 이유로 책임을 지고 보직에서 해임됐다. 보직에서 해임되고 대검찰청 검사 신분 일 때 상부의 지시로 부산에서 상경하여 검찰에서 조사를 받았다.
인혁당 사건에 대해 일선 검사들이 "혐의가 없어 사건이 되지 않는다"고 말했음에도 서울지방검찰청 검사장이었던 서주연은 여러 차례에 걸쳐 "계속 밝혀보라"고 말하여 검사 3명이 사표를 제출하여 논란이 있었다.

## 경력
- 1948년 부산지방법원 판사
- 1950년 부산지방검찰청 검사
- 1951년 부산지방검찰청 진주지청장(부장검사)
- 1954년 대구지방검찰청 부장검사
- 1956년 대구고등검찰청 검사
- 1958년 부산지방검찰청 진주지청장
- !960년 대구지방검찰청 안동지청장
- 1961년 대구고등검찰청 검사
- 1962년 4월 12일 ~ 1963년 5월 30일 제11대 전주지방검찰청 검사장
- 1963년 5월 9일 ~ 1964년 10월 16일 제13대 서울지방검찰청 검사장
- 1963년 제2회 사법시험 위원
- 1964년 제3회 사법시험 위원
- 1964년 대검찰청 검사
- 1964년 제4회 사법시험 위원
- 1968년 6월 1일 ~ 1969년 1월 19일 제14대 부산지방검찰청 검사장
- 1969년 대검찰청 검사
- 1969년 변호사 개업